# L'Esprit de famille (série télévisée)
Pour les articles homonymes, voir L'Esprit de famille.
L'Esprit de famille est une série télévisée réalisée en 1982 et diffusée sur TF1.

## Synopsis
C'est l'adaptation des quatre premiers livres de la série "L'esprit de famille", qui en compte six, de Janine Boissard. C'est l'histoire d'une famille : le père, Charles, qui est médecin généraliste à Mareuil, près de Pontoise, de sa femme et de leurs quatre filles : Claire, Bernadette, Pauline et Cécile. Pauline, la troisième fille, raconte un peu plus de deux ans de la vie de sa famille, les premières amours, la vie, la mort, l'amitié, le travail, la famille.

## Fiche technique
- Titre original : L'Esprit de famille, d'après les romans de Janine Boissard
- Réalisateur : Roland-Bernard
- Adaptation et dialogues : Janine Boissard
- Photographie : Henri Decomps
- Musique : Roger Candy et Jean Bouchéty
- Chanson du générique interprétée par Vava
- Production : TF1
- Sociétés de production : TF1 - Telfrance - SSR
- Pays d'origine :  France
- Langue originale : français
- Format : couleur
- Durée : 52 minutes (7 épisodes)
- Diffusion : du 17 septembre au 29 octobre 1982

## Distribution
- Maurice Biraud : le docteur Moreau
- Monique Lejeune : Mme Moreau
- Claire Dupray : Claire
- Anne Teyssèdre : Bernadette
- Véronique Delbourg : Pauline
- Carène Ferrey : Cécile
- Paul Barge : Pierre
- Thierry de Carbonnières : Jean-Marc
- André Dupon : M. Grosso Modo
- Dorothée Jemma : Béatrice
- Robert Party : Crève cœur
- Annick Fougery : Mme Grosso Modo
- Denise Grey : la grand-mère
- Jean-François Garreaud : Antoine
- François Perrot : Monsieur de Saint-Aimond
- Martine Sarcey : Mme de Saint-Aimond
- Luc Étienne : Stéphane
- Fiona Gélin : Nicole
- Laurence Lignières : Nicole
- René Lefèvre-Bel : le grand-oncle
- Perrette Pradier : tante Philippa
- Érik Colin : Paul Démogée
- Catherine Jacob : Marie-Agnès

Liste des livres qui ont inspiré la série :
Tome 1 : l’esprit de famille
Tome 2 : L’avenir de Bernadette
Tome 3 : Claire et le bonheur
Tome 4 : Moi, Pauline
Tome 5 : Cécile, la poison 
Tome 6 : Cécile et son amour (qui ne fait pas partie de la série Tv)